# اقا ايغان (أقا إيغان)
اقا ايغان هي إحدى مشيخات المملكة المغربية، تتبع جغرافيا لإقليم طاطا وإداريًا لأقا إيغان. يقدر عدد سكانها بـ 2079 نسمة حسب الإحصاء الرسمي للسكان والسكنى لسنة 2004.